# George Alexander Black
George Alexander Black, född 1916, död 1957, var en amerikansk botaniker och utforskare specialiserad på gräs.
Auktorsnamnet G.A.Black kan användas för George Alexander Black i samband med ett vetenskapligt namn inom botaniken; se Wikipediaartiklar som länkar till auktorsnamnet.